# Атаманюк Михайло Юрійович
Михайло Юрійович Атаманюк (нар. 4 лютого 1938, с. Смодна Косівського району Івано-Франківської обл. - пом. 19 липня 2025, м. Київ) — український науковець, кардіохірург, доктор медичних наук, професор Національного інституту серцево-судинної хірургії імені М. М. Амосова АМН України.
М. Атаманюк — автор 150 наукових праць.
Лауреат Республіканської премії ім. М. Островського (1968).